# Перекопский, Илья Евгеньевич
Илья Евге́ньевич Переко́пский (род. 18 ноября 1983 года, Череповец, РСФСР, СССР) — российский предприниматель, менеджер и инвестор. Вице-президент социальной сети «ВКонтакте» (2006-2014), вице-президент Telegram с 2018 года. Основатель Blackmoon Financial Group. Создал стартап Blackmoon Crypto.

## Биография
Родился 18 ноября 1983 года в городе Череповец. Окончил 25 школу. В 2001 году переехал в Санкт-Петербург. Окончил в 2006 году Санкт-Петербургский государственный университет, изучал английскую филологию и переводы на филологическом факультете. Учился на одном курсе с Павлом Дуровым, вместе с которым участвовал в создании социальной сети ВКонтакте.
Вместе с Павлом Дуровым ещё во время учёбы занимался университетским форумом spbgu.ru. В 2006 году стоял у истоков сети «ВКонтакте», в будущем крупнейшей в Европе. Инвестором выступил отец Вячеслава Мирилашвили.
С октября 2008 по январь 2014 являлся заместителем генерального директора «ВКонтакте», отвечая за подбор персонала, работу с ключевыми клиентами, коммерческие вопросы компании, включая таргетированную рекламу. Возглавлял соцсеть для профессионалов «ВШтате», дочернее предприятие «ВКонтакте» (проект «заморожен»).
В феврале 2014 стал советником фонда UCP. Весной 2014 года UCP и Павел Дуров обменялись судебными исками.
Основал в 2014 году Blackmoon Financial Group - агрегатор для рынка небанковского кредитования. К сентябрю 2017 года оборот Blackmoon FG превысил $140 млн.
В 2014 году стал инвестором кипрской компании SMTDP Tech, которая занималась разработкой технологии «антифотошоп».
Создал в 2017 году Blackmoon Crypto - платформу по созданию инвестфондов на базе блокчейна, которая смогла привлечь 30 млн $ инвестиций в ходе IСO.

### Telegram
После начала работы в Телеграм первым большим проектом Ильи Перекопского было привлечение капитала в криптовалюту Gram нового блокчейна TON, разрабатываемого Telegram. TON был самым нашумевшим блокчейн-проектом в 2018-2019 годах. Привлечение капитала состояло из двух стадий: pre-sale и stage A. В совокупности в двух  раундах было привлечено 1,7 миллиарда долларов. Среди инвесторов были различные известные фонды мира: Sequoia, Benchmark, Kleiner, Юрий Мильнер. Но проект так и не был запущен, так как SEC (комиссия по ценным бумагам США) подала в суд на Telegram. В ходе процесса Илья Перекопский и Павел Дуров давали показания в американском суде. Суд встал на сторону SEC и TON не был запущен. Позже комиссионер SEC признавала,  что было в корне неправильно нападать на Telegram, так как у него был полностью готов работающий блокчейн и действия SEC попросту были ударом по всей индустрии. По итогам решения суда, инвесторам было возвращено 72% от вложенных  денег, но Telegram предложил желающим подождать год и вернуть все 100% и сверху ещё 10%. Это предложение не было сделано только инвесторам из США. Некоторые из инвесторов оказались недовольны этим предложением и подали в суд на Telegram. Известно об одном уже законченном деле, где суд встал на сторону Телеграма, а инвестор компенсировал все судебные расходы двух сторон. Показания в деле давал Перекопский.
9 июля 2020 года Илья Перекопский выступил на мероприятии по приглашению премьер министра России Михаила Мишустина, где поднял тему массового перетока талантливых разработчиков из Восточной Европы в США и привёл пример Телеграмма, который проводит постоянно масштабные конкурсы для разработчиков из Восточной Европы и по итогам конкурсов самые талантливые программисты не уезжают в США, а остаются в Восточной Европе, а самые лучшие переезжают работать в штаб-квартиру Telegram в Дубае, ОАЭ. Также была затронута тема 30% комиссии, которую Apple собирает с разработчиков приложений. «Получается, что раньше в Татарстане была ставка Золотой Орды и все привозили дань в Татарстан. А теперь есть такая ставка где-то в Сан-Франциско около Золотого моста, и все привозят дань туда», — сказал Перекопский.
После провала ICO TON Перекопский остался в Telegram на посту вице-президента. В марте 2021 года он помог привлечь более 1 миллиарда долларов за счет продажи пятилетних облигаций в Telegram.
В 2022 году Перекопский встречался с президентом Бразилии Болсонару, во время встречи они обсудили свободу выражения мнений и соблюдение Конституции Бразилии. До этого в Бразилии суд постановил заблокировать Telegram, блокировка была отменена спустя 2 дня после принятия решения.

## В искусстве
Илья Перекопский появился в фильме «Дуров» Родиона Чепеля, где он впервые, как сотрудник Telegram, дал интервью на камеру. Благодаря этому, на многие внутренние вопросы компании был пролит свет. В фильме также говорится о том, что идея бросать из офиса «Вконтакте» самолетики из пятитысячных купюр принадлежит Перекопскому, так он хотел показать всем, что деньги это грязь.

## Личная жизнь
Илья Перекопский – полиглот. Владеет английским, французским, испанским и русским языками.
Его родной брат Игорь, работал в «Северстали», также финансовым директором «ВКонтакте».